# Opération Savanna
L'opération Savanna ou Savannah fut, pendant la Seconde Guerre mondiale, la première mission Action en territoire français organisée par la France libre (BCRA), conjointement avec le Special Operations Executive, avec les moyens de la Royal Air Force (pour les parachutages) et ceux de l'Amirauté (pour la récupération de l'équipe par sous-marin).

## Protagonistes
Responsables
- Commandant « Passy », chef du 2e bureau (service de renseignements de la France libre),
- Major R. H. Barry, du Special Operations Executive.

Équipe d’exécution
L'équipe est formée de cinq soldats français de la première compagnie d'infanterie de l'air, des FFL.
- Capitaine Georges Bergé, commandant la compagnie, chef d’équipe.
- Sous-lieutenant Petit-Laurent,
- Sergent Forman,
- Sergent Joël Le Tac,
- Caporal Renault.

## Préparation de la mission
- Décembre 1940 : Le 2e bureau dispose des renseignements suivants :
  - Une grande partie des avions qui viennent chaque nuit bombarder Londres décollent de l’aérodrome de Meucon, près de Vannes. Il s'agit du Kampfgruppe 100 (qui deviendra en 1941 le Kampfgeschwader 100), spécialisé dans le marquage des cibles à l'aide de faisceaux lumineux.
  - Les équipages (pilotes et navigateurs) sont logés à quelques kilomètres de là.
  - Tous les soirs, à la même heure, deux ou trois autocars viennent les chercher à leur cantonnement pour les conduire de Vannes à l’aérodrome, selon un itinéraire constant qui a été identifié.
- Le ministère de l'Air britannique demande au SOE d'organiser une embuscade pour interrompre l'activité de cette unité de bombardement. Mais la section F n'a encore personne de prêt. Tout en se chargeant de l'opération, Colin Gubbins et Barry demandent à disposer de paras français.
- Le major Barry (du SOE) et le commandant « Passy » (du 2e bureau) mettent au point les conditions de réalisation d'un coup de main qui attaquerait et détruirait les cars et la centaine d’aviateurs allemands qu’ils transportent : des explosifs hâtivement camouflés dans la route arrêteront le convoi, qui sera alors attaqué à la mitraillette et à la grenade. Pour rentrer en Angleterre, l’équipe sera ensuite récupérée par un bateau de pêche français qui avait rejoint Londres, La Brise.
- Des volontaires sont recrutés au sein de la première compagnie de parachutistes des FFL.
- « Passy » obtient du général de Gaulle un accord de principe sur l’opération.
- Les volontaires vont s’entraîner en Écosse.
- 4 février 1941 : « Passy » demande au général de Gaulle l’autorisation d’utiliser La Brise[2]. Le Général entre aussitôt dans une violente colère : « les Anglais veulent donner des ordres au personnel français et utiliser nos bateaux pour des opérations dont on me prévient au dernier moment en me mettant le couteau sous la gorge ». « Passy » lui fait remarquer que cela est injuste puisque, un mois plus tôt, il lui a donné son accord de principe, et que son rôle consiste précisément à étudier les problèmes sous leur angle technique afin de pouvoir lui soumettre une solution pour laquelle il n’ait plus qu’à décider. Cet accès d’humeur venait, « Passy » l'apprit par la suite, de ce que l'amiral Muselier, ayant appris l'opération par les Anglais, était venu se plaindre de n’avoir pas été consulté pour l'utilisation de La Brise. « Passy » précise dans ses Mémoires, qu'il avait toujours été entendu que les bateaux de pêche pourraient être utilisés de temps à autre pour des missions secrètes, et que, si l’Amiral avait à donner son accord sur l’utilisation de tel ou tel bateau — accord que les Anglais étaient d’ailleurs venus solliciter —, il n’avait, par contre, rien à connaître de la mission qu’on désirait confier audit bateau.
- 5 février 1941 : Les Anglais, fort désireux de monter ce coup de main, font demander au Général, par l’intermédiaire d’un officier de la mission Spears, son accord pour utiliser La Brise, sans prévenir « Passy » de leur démarche. Dans l’après-midi, « Passy » est appelé chez de Gaulle. Celui-ci est d’épouvantable humeur et, sans que « Passy » comprenne les raisons qui lui valent cette algarade, puisqu’il n’était pas au courant de l’intervention britannique, le Général lui crie : « Vous vous laissez toujours rouler par les Anglais de l’Intelligence Service. Un petit bonhomme comme vous n’a pas à prendre la moindre responsabilité. » « Passy » rétorque qu’« il est strictement impossible de travailler dans des conditions et dans une atmosphère semblables ». « C’est bien, lui répond le Général, à compter d’aujourd’hui, vous ne faites plus partie de mon état-major. » Puis, quelques secondes plus tard, il se calme et « Passy » lui explique les difficultés qu'il rencontre : « Nous n'avons pratiquement aucun moyen, alors que les Anglais disposent de tout. Pour nous développer, il nous faut bien trouver avec les Britanniques un modus vivendi acceptable pour les deux parties. Ce n'est que lorsque nous nous serons rendus indispensables que nous pourrons peu à peu accroître notre indépendance. Nous ne pouvons compter être appréciés avant d’avoir des résultats tangibles. L’important est donc d’en obtenir, en grand nombre et le plus vite possible. » Un peu ébranlé par l'argumentation, le Général prescrit toutefois à « Passy » de « tenir la dragée haute aux Anglais », ajoutant qu’il entend « être seul à donner les ordres relatifs à l’envoi en France des missions ».
- Pendant ce temps, le SOE, vexé de se voir refuser La Brise pour récupérer du personnel français, a obtenu de l’Amirauté britannique la promesse qu'elle mettra un sous-marin à sa disposition.
- Un autre débat, au sein de la partie britannique, porte sur le fait de parachuter des militaires en civil ou en uniforme pour une telle mission.
- Toutes les discussions ont fait perdre beaucoup de temps et la période de pleine lune, la seule où il est possible de parachuter le personnel, est manquée en février. La mission est reportée à la lune suivante, celle de mars.
- Mars : Le 2, le colonel Archdale, désigné comme agent de liaison entre l'état-major britannique et les volontaires parachutistes français, apprend à Georges Bergé quelle est sa mission. « Vous allez sauter en parachute avec cinq de vos hommes au-dessus de la France occupée, lui dit Archdale. Vous serez largués en civil dans un champ situé à deux kilomètres de la route Vannes-Meucon. Votre objectif : anéantir un ou deux véhicules ennemis puis aller au point prévu pour votre retour, la plage de Saint-Gilles-Croix-de-Vie, où un sous-marin vous attendra ». Bergé étudie avec attention les cartes que lui a remises Archdale. Mission difficile, à improviser presque totalement, conclut-il. « Colonel, je veux être sûr que je prendrai la direction du commando qui sera parachuté et que je choisirai les hommes qui m'accompagneront. Je n'ai pas sous mes ordres un officier suffisamment mûr pour assumer une telle responsabilité. » « Je déplore de devoir risquer de perdre le commandant des Forces Parachutistes de la France libre, Bergé, mais je suis habilité à vous donner mon accord », a répondu Archdale. « De Gaulle est-il au courant ? » « Il va l'être incessamment par le général Gubbins... » Le 6, Bergé est convoqué par de Gaulle à St Stephen's House. « J'approuve le projet, lui dit le général. À un détail près. Vous accomplirez votre mission en uniforme… » Bergé, étonné par cet ordre imprudent, claque les talons, salue et fait demi-tour. « À vos ordres, mon général ». Le soir même, il trouve la parade : le commando sautera en combinaison de l'armée de l'air anglaise, celle du Special Air Service, les SAS. Une fois à terre, ils enterreront combinaison et parachutes et se retrouveront en civil. Le mauvais temps empêche d'agir au début du mois. Le 13, le capitaine Appleyard réunit avant leur départ Bergé et ses quatre compagnons dans une baraque du camp de Ringway. Il donne à chacun une fausse carte d'identité, des cartes d'alimentation, des clefs, un paquet de Gauloises entamé et de l'argent. Puis il leur transmet les ultimes instructions…

## Exécution de la mission
Dans la nuit du 15 au 16 mars, l’équipe des cinq soldats français embarque dans un bombardier Whitley, en emportant avec elle deux conteneurs d'armement léger et un « piège routie» spécialement conçu pour sa mission. À minuit, elle est parachutée près d’Elven, aux environs de Vannes, sous couvert d'un raid de bombardement léger sur l'aérodrome. À l'aube, les hommes enterrent leur équipement (parachutes et uniformes). Petit-Laurent est envoyé en reconnaissance. Les informations qu'il recueille ne concordent plus avec les renseignements parvenus à Londres : les militaires allemands logent maintenant pour la plupart sur la base même, ou quittent Vannes, le matin, en voiture individuelle. Bergé décide d'abandonner le coup de main, mais il veut mettre à profit leur présence en France : chacun ira dans la région de France qu'il connaît le mieux et y recueillera le plus grand nombre de renseignements. Tout le monde se retrouvera, dans quinze jours, sur la plage de Saint-Gilles-Croix-de-Vie (Vendée) où un sous-marin attendra pour ramener l'équipe en Angleterre. L'un reste à Vannes, Le Tac part à Saint-Pabu, au nord de Brest. Un autre manque déjà. Bergé et Forman vont à Paris, Nevers et Bordeaux.
- Avril. Au début du mois, Bergé, Forman et Le Tac sont au rendez-vous fixé, tandis que Petit-Laurent et Renault manquent. Tous trois passent plusieurs nuits de veille infructueuses dans les dunes, à quelques kilomètres au N/O de la ville. Dans la nuit du 4 au 5, le sous-marin Tigris est là, au large de Saint-Gilles-Croix-de-Vie. La mer est mauvaise. Les marins mettent à l'eau deux canoës, qui se retournent immédiatement. Avec le troisième, Geoffrey Appleyard réussit à atteindre la plage, charge Bergé et Forman et regagne le Tigris. Joël Le Tac doit rester sur la plage. Les dix jours suivants, le Tigris finit sa patrouille. Mettant à profit ces vacances forcées, Bergé rédige un rapport complet sur sa mission. De son côté, Le Tac revient à deux reprises avec son frère Yves Le Tac près de l'aérodrome de Meucon dans l'espoir de mener à bien l'opération. Mais il finit par renoncer.

## Bilan de la mission
- Les objectifs directs de la mission ont été abandonnés par nécessité.
- Mais le rapport de Bergé fournit de nombreux renseignements que le SOE cherchait en vain depuis des mois, et qui lui permettront de lancer les opérations sur le continent avec davantage de confiance.
  - Preuves de la popularité du général de Gaulle auprès des Français. Elles conduisent le SOE, tout en maintenant la section F indépendante, à créer une section RF qui travaille de manière coordonnée avec la France libre.
  - Validation de méthodes : envoi d'agents subversifs parachutés discrètement en France occupée ; leur déplacement assez facile ; leur accueil par une proportion raisonnable de Français ; leur récupération ; etc.
  - Renseignements factuels sur la vie courante en France sous l'occupation : suspension du service de taxis ; facilité des voyages en train ; règles de couvre-feu ; règlements sur les vélos ; prix des cigarettes ; papiers d'identité ; cartes de rationnement ; etc.
- Le SOE a une confiance accrue envers le Service de renseignements (SR) français.

## Reconnaissance
À Elven, sur la route de Questembert, une stèle commémore l'opération.

### Sources
- Colonel « Passy », Souvenirs. 2e Bureau Londres, Raoul Solar, 1947.
- Guy Perrier, Le Colonel « Passy » et les services secrets de la France libre, Hachette Littératures, 1999.
- Michael R. D. Foot, Des Anglais dans la Résistance. Le Service Secret Britannique d'Action (SOE) en France 1940-1944, annot. Jean-Louis Crémieux-Brilhac, Tallandier, 2008,  (ISBN 978-2-84734-329-8). Traduction en français par Rachel Bouyssou de (en) SOE in France. An account of the Work of the British Special Operations Executive in France, 1940-1944, London, Her Majesty's Stationery Office, 1966, 1968 ; Whitehall History Publishing, in association with Frank Cass, 2004. Ce livre présente la version officielle britannique de l’histoire du SOE en France.
- Dominique Decèze, La Lune est pleine d'éléphants verts, J. Lanzmann et Seghers, 1979. Pages 53-58.
- Franck Renaud, Joël Le Tac, Le Breton de Montmartre, Éditions Ouest France, 1994.
- Paul Bonnecarrère, Qui ose vaincra, les parachutistes de la France libre , Fayard, 1971.